# Jacques Rabemananjara
Jacques Félicien Rabemananjara (* 23. Juni 1913 in Maroantsetra, Toamasina, Madagaskar; † 1. April 2005 in Paris) war ein madagassischer Politiker und Schriftsteller.

## Biografie

### Politische Laufbahn
Jacques Rabemananjara war den französischen Kolonialherren von früh an ein Dorn im Auge. Sie verboten die von ihm geleitete Revue des Jeunes de Madagascar, übernahmen ihn aber dann in den Kolonialdienst, wohl, um ihn unter Aufsicht zu haben. 1939 wurde er an das Kolonialministerium nach Paris geschickt. Dort lernte er Léopold Sédar Senghor kennen, der ihm Freund und Förderer wurde und seine Gedichte – gemeinsam mit mehreren von Rabearivelo und Flavien Ranaivo – in die berühmte Anthologie von 1948 aufnahm.
Aus der Parisreise wurde wegen der deutschen Besatzung ein mehrjähriger Zwangsaufenthalt, den Rabemananjara zum Studium der Literaturwissenschaften und der Politologie nutzte, während er weiter für das Kolonialministerium tätig war. 1940 erschien sein Gedichtband Sur les marches du soir.  Durch die Begegnung mit Erica de Bary im Jahr 1942 kam er in den inneren Zirkel der französischen Intellektuellen, die im besetzten Paris ausharren mussten.
1946 kehrte er nach Madagaskar zurück: als Parteigründer und Generalsekretär des MDRM (Mouvement Démocratique de la Rénovation Malgache); und als gewählter Abgeordneter der Nationalversammlung, an der er nicht teilnehmen durfte, da er im Kontext der Aufstände von 1947 zunächst zum Tod, dann zu lebenslanger Haft verurteilt wurde. In diesem Jahr erschien sein Stück Les dieux malgaches. In madagassischen und französischen Gefängnissen schrieb er weitere Gedichte (Rites millénaires, Antsa, Lamba, Antidote)  und die Tragödie Les boutriers de l’aurore in klassischem Französisch über Themen der Négritude, insbesondere die Suche nach den eigenen kulturellen Wurzeln.
Nach seiner Rückkehr nach Madagaskar im Juli 1960 wurde er im Oktober 1960 von Präsident Philibert Tsiranana zum Minister für Nationale Wirtschaft der erst am 26. Juni 1960 in die Unabhängigkeit entlassene Republik Madagaskar ernannt. Ab 1963 fungierte er zudem als Vorsitzender des Ministerrats der Afro-Madegassischen Union. Im Januar 1965 folgte seine Wahl zum Bürgermeister von Tamatave. Bereits im August 1965 kehrte er in das Kabinett Tsirananas zurück, in dem er nunmehr Minister für Landwirtschaft, Wasser, Forstwirtschaft, Ländereien und Ernährung wurde.
Im Juli 1967 wurde er im Rahmen einer Regierungsumbildung Außenminister und gehörte in dieser Funktion von Januar bis Mai 1970 neben André Resampa und Calvin Tsiebo einem Triumvirat an, dass die Amtsgeschäfte für den erkrankten Präsidenten Tsiranana wahrnahm. 1971 übernahm er neben dem Amt des Außenministers auch das des Vizepräsidenten der Republik. Als Tsiranana im Oktober 1972 gestürzt wurde und eine Militärdiktatur unter Gabriel Ramanantsoa die Macht übernahm, ging er freiwillig ins Exil nach Frankreich.
Erst zwanzig Jahre nach der Revolution kehrt er 1992 nach Madagaskar zurück, wo er für das Amt des Präsidenten der Dritten Republik kandidierte, jedoch lediglich 2,9 Prozent der Wählerstimmen erhielt.

### Schriftsteller
Rabemananjara war auch ein anerkannter Dramatiker und Poet. Seine bekannteren Gedichte waren:
- "Sur les marches du soir", 1940.
- "Rites millénaires", 1955.
- "Antsa", 1956.
- "Lamba", 1956.
- "Antidote", 1961.
- "Les ordalies, sonnets d'outre-temps", 1972.
- "Oeuvres complètes, poésie", 1978.
- "Thrènes d'avant l'aurore", 1985.
- "Rien qu'encens et filigrane", 1987.

Zu seinen bedeutendsten Theaterstücken zählen:
- "Les dieux malgaches", 1947
- "Agape des dieux Tritiva: Une tragédie", 1962.
- "Les boutriers de l'aurore", 1957.

Sein Buch "Insel mit Flammensilben" (1962) wurde von Erica de Bary übersetzt.